# Kondikoppa, Navalgund
Kondikoppa là một làng thuộc tehsil Navalgund, huyện Dharwad, bang Karnataka, Ấn Độ.